# Le Retour de Sherlock Holmes (film)
Pour les articles homonymes, voir Le Retour de Sherlock Holmes (homonymie).
Pour plus de détails, voir Fiche technique et Distribution.
Le Retour de Sherlock Holmes (The Return of Sherlock Holmes) est un film américain sorti en 1929, réalisé par Basil Dean.
C'est le premier film parlant mettant en scène le personnage de Sherlock Holmes.
Le film est notable pour être à l'origine de la célèbre citation apocryphe « élémentaire, mon cher Watson », qui n'apparaît dans aucune des histoires écrites par sir Arthur Conan Doyle.

## Synopsis
L'histoire est inspirée de deux nouvelles de Conan Doyle : Le Détective agonisant et Son dernier coup d'archet.
Le capitaine Longmore est trouvé assassiné et la police suspecte son fils Roger, auquel est fiancée Mary Watson, la fille du Dr Watson. Celui-ci, désireux d'innocenter Roger, presse Holmes de sortir de la retraite pour rechercher le vrai meurtrier. En fait, c'est le Dr Moran qui a été chargé par le Professeur Moriarty d'empoisonner Longmore afin d'empêcher ce dernier de confesser ses liens avec le Professeur.
Holmes poursuit Moran à bord d'un transatlantique à destination de New-York, à bord duquel se trouve aussi Moriarty, qui se fait passer pour le médecin du bord. Déguisé en musicien, Holmes parvient lors d'un tour de passe-passe à subtiliser à Moran la confession écrite par Longmore en la remplaçant par une feuille vierge. Déguisé ensuite en steward, il arrive à trouver la cabine où se cache Moriarty, en enduisant les talons de ce dernier de peinture phosphorescente, et il y trouve Roger, retenu prisonnier.
Quand Moriarty découvre le détective, il essaye de l'empoisonner en utilisant le même stratagème que pour Longmore, à savoir un étui à cigarettes en métal, avec une aiguille empoisonnée cachée dans le mécanisme d'ouverture. Mais Holmes, ayant reconnu cet objet, utilise un dé en acier pour ne pas être piqué et feint d'agoniser afin de pousser Moriarty à se confesser. Cette confession est enregistrée sur un dictaphone, mais avant d'être arrêté par le capitaine du navire, Moriarty s'empoisonne lui-même avec l'étui à cigarettes. 

## Fiche technique
- Titre : Le Retour de Sherlock Holmes
- Titre original : The Return of Sherlock Holmes
- Réalisation : Basil Dean
- Scénario : Basil Dean, Arthur Conan Doyle, Garrett Fort
- Photographie : William O. Steiner
- Montage : Helene Turner
- Production : Basil Dean
- Pays de production :  États-Unis
- Langue : Anglais
- Format : Noir et blanc - 35 mm - 1,33:1 -  Son mono (Western Electric Sound System)
- Genre : Mystère
- Durée : 71 minutes
- Date de sortie :
  - États-Unis : 26 octobre 1929

## Distribution
- Clive Brook : Sherlock Holmes
- H. Reeves-Smith : Dr. Watson
- Betty Lawford : Mary Watson
- Charles Hay : Captain Longmore
- Phillips Holmes : Roger Longmore
- Donald Crisp : Colonel Moran
- Harry T. Morey : Professor Moriarty
- Hubert Druce : Sergeant Gripper